# Lac Colentina
Le lac Colentina est un lac anthropique aménagé à partir de la rivière Colentina, à Bucarest dans le Secteur 2.
Le lac se situe dans le quartier Colentina, à la périphérie dudit secteur 2. Le lac en amont est le Lac Plumbuita et celui en aval est le Lac Fundeni.
Le lac Colentina est un lac apprécié pour la pêche.